# 銀禧號列車
銀禧號列車（英語：Silver Jubilee）是現已結業的“倫敦及東北鐵路公司”開行的旅客列車，1935年9月30日正式上綫運營，為慶祝時任英國國王喬治五世登基25周年（銀禧年）而得名。1939年因二戰而停運。列車運營期間開行在倫敦國王十字車站↔紐卡斯爾站之間。 列車外部采用銀色塗裝。使用速度更快的流綫型蒸汽機車牽引，平均速度可達108千米/小時，倫敦國王十字車站↔紐卡斯爾站全程僅需4小時，打破了當時英國火車的速度記錄。 其較快的平均速度一定程度上來自於較高的上坡速度。

## 再次啓用“銀禧號列車”名稱
1977年，為紀念英國女王伊麗莎白二世登基25周年（銀禧年），再次將一列運行在倫敦國王十字車站↔愛丁堡威瓦利站之間的一列每日開行的列車命名爲“銀禧號列車”。